# Amazonesia quadriprocessigera
Amazonesia quadriprocessigera is een hooiwagen uit de familie Sclerosomatidae. De wetenschappelijke naam van Amazonesia quadriprocessigera gaat terug op H.E.M.Soares.